# Đội tuyển bóng đá U-20 quốc gia Các Tiểu vương quốc Ả Rập Thống nhất
Đội tuyển bóng đá U-20 quốc gia Các Tiểu vương quốc Ả Rập Thống nhất là đội tuyển bóng đá nam dưới 20 tuổi đại diện cho Các Tiểu vương quốc Ả Rập Thống nhất tại các giải đấu lứa tuổi U-20 thế giới, châu lục và khu vực. Đội tuyển được quản lý bởi Hiệp hội bóng đá Các Tiểu vương quốc Ả Rập Thống nhất (UAEFA).

## Thành tích quốc tế

### FIFA U-20 World Cup
| Chủ nhà/Năm | Vòng đấu    |
| ----------- | ----------- |
| 1997        | Vòng 16 đội |
| 2003        | Tứ kết      |
| 2009        | Tứ kết      |

### U-19 châu Á
| Chủ nhà/Năm | Vòng                     |
| ----------- | ------------------------ |
| 1982        | Thứ 4                    |
| 1985        | Hạng 3                   |
| 1986        | Không vượt qua vòng loại |
| 1988        | Hạng 4                   |
| 1990        | Không vượt qua vòng loại |
| 1992        | Hạng 4                   |
| 1994        | Không vượt qua vòng loại |
| 1996        | Hạng 3                   |
| 1998        | Không vượt qua vòng loại |
| 2000        | Vòng 1'                  |
| 2002        | Tứ kết                   |
| 2004        | Không vượt qua vòng loại |
| 2006        | Vòng 1                   |
| 2008        | Vô địch                  |
| 2012        | Vòng 1                   |
| 2014        | Tứ kết                   |
| 2016        | Vòng 1                   |

- Ô có khung chỉ đỏ là giải đấu làm chủ nhà.

## Danh hiệu cá nhân
Những cầu thủ UAE đã giành danh hiệu cá nhân cùng tuyển U-20 UAE: 

### FIFA U-20 World Cup
| Năm  | Cầu thủ      | Giải thưởng   |
| 2003 | Ismail Matar | Quả bóng vàng |
| ---- | ------------ | ------------- |

### U-19 châu Á
| Năm  | Cầu thủ      | Giải thưởng                           |
| 2008 | Ahmed Khalil | Vua phá lưới, cầu thủ triển vọng nhất |
| ---- | ------------ | ------------------------------------- |

### Cầu thủ trẻ xuất sắc nhất châu Á trong năm
| Năm  | Cầu thủ      | Giải thưởng                                |
| 2008 | Ahmed Khalil | Cầu thủ trẻ xuất sắc nhất châu Á trong năm |
| ---- | ------------ | ------------------------------------------ |

## Các trận đấu

### Kết quả gần đây
Win
      Draw
      Lose
| 14 tháng 10 năm 2016 2016 AFC U-19 Championship | UAE | 0–1    | Iraq       | Sân vận động Thành phố Thể thao Khalifa, Isa Town |  |
| 19:30                                           |     | Report | Kareem 26' | Trọng tài: Jarred Gillett (Úc)                    |  |

| Việt Nam | 1-1    | UAE |
| -------- | ------ | --- |
|          | Report |     |

| CHDCND Triều Tiên | 1-3    | UAE |
| ----------------- | ------ | --- |
|                   | Report |     |

## Huấn luyện viên
| HLV trưởng               | Từ           | Tới          |
| ------------------------ | ------------ | ------------ |
| Khalifa Mubarak AlShamsi | 2004         | 2006         |
| Jacky Bonnevay           | 2006         | 2007         |
| Jumaa Rabea Mubarak      | 2007         | 2008         |
| Khaled Ben Yahia         | July 2008    | October 2008 |
| Mahdi Redha              | October 2008 | Present      |

## Đội hình hiện tại
| Số         | VT         | Cầu thủ              | Ngày sinh (tuổi)  | Trận       | Bàn        | Câu lạc bộ |            |            |
| Goalkeeper | Goalkeeper | Goalkeeper           | Goalkeeper        | Goalkeeper | Goalkeeper | Goalkeeper | Goalkeeper | Goalkeeper |
| ---------- | ---------- | -------------------- | ----------------- | ---------- | ---------- | ---------- | ---------- | ---------- |
| 1          | TM         | Yousef Abdulrahman   | 4 tháng 3, 1989   | 5          | 0          | Al-Ain     |            |            |
| 22         | TM         | Ahmed Mahmoud        | 30 tháng 3, 1989  | 0          | 0          | Al-Shabab  |            |            |
| 17         | TM         | Saif Yousef          | 10 tháng 1, 1989  | 0          | 0          | Al-Ahli    |            |            |
| Defender   |            |                      |                   |            |            |            |            |            |
| 4          | HV         | Mohammed Marzooq     | 23 tháng 1, 1989  | 2          | 0          | Al-Shabab  |            |            |
| 2          | HV         | Saoud Saeed          | 28 tháng 6, 1990  | 1          | 0          | Al-Wasl    |            |            |
| 6          | HV         | Mohammed Jaber       | 28 tháng 1, 1989  | 0          | 0          | Bani Yas   |            |            |
| 13         | HV         | Mohamed Ahmed        | 16 tháng 4, 1989  | 3          | 1          | Al-Shabab  |            |            |
| 14         | HV         | Abdelaziz Sanqour    | 7 tháng 5, 1989   | 3          | 0          | Al-Sharjah |            |            |
| 16         | HV         | Mohammed Fayez       | 6 tháng 10, 1989  | 4          | 0          | Al-Ain     |            |            |
| 19         | HV         | Saad Surour          | 19 tháng 7, 1990  | 4          | 0          | Al-Ahli    |            |            |
| 20         | HV         | Abdulaziz Haikal     | 10 tháng 9, 1990  | 4          | 0          | Al-Nasr    |            |            |
| 8          | HV         | Hamdan Al Kamali (c) | 2 tháng 5, 1989   | 5          | 1          | Al-Wahda   |            |            |
| Midfielder |            |                      |                   |            |            |            |            |            |
| 12         | TV         | Habib Fardan         | 11 tháng 11, 1990 | 5          | 0          | Al-Nasr    |            |            |
| 5          | TV         | Amer Abdulrahman     | 3 tháng 7, 1989   | 5          | 0          | Bani Yas   |            |            |
| 23         | TV         | Mohammad Jamal       | 22 tháng 7, 1989  | 2          | 0          | Al-Wasl    |            |            |
| 18         | TV         | Mohamed Fawzi        | 22 tháng 2, 1990  | 5          | 0          | Al-Ahli    |            |            |
| 21         | TV         | Sultan Bargash       | 18 tháng 1, 1989  | 4          | 0          | Al-Jazeera |            |            |
| 10         | TV         | Omar Abdulrahman     | 20 tháng 9, 1991  | 4          | 1          | Al Ain     |            |            |
| Forward    |            |                      |                   |            |            |            |            |            |
| 7          | TĐ         | Ali Mabkhout         | 5 tháng 10, 1990  | 4          | 0          | Al-Jazeera |            |            |
| 15         | TĐ         | Maher Jassim         | 11 tháng 1, 1989  | 1          | 0          | Al-Wasl    |            |            |
| 9          | TĐ         | Ahmed Ali            | 28 tháng 1, 1990  | 4          | 1          | Al-Wahda   |            |            |
| 11         | TĐ         | Ahmed Khalil         | 8 tháng 6, 1991   | 5          | 2          | Al-Ahli    |            |            |